# Resorcinol

Resorcinol

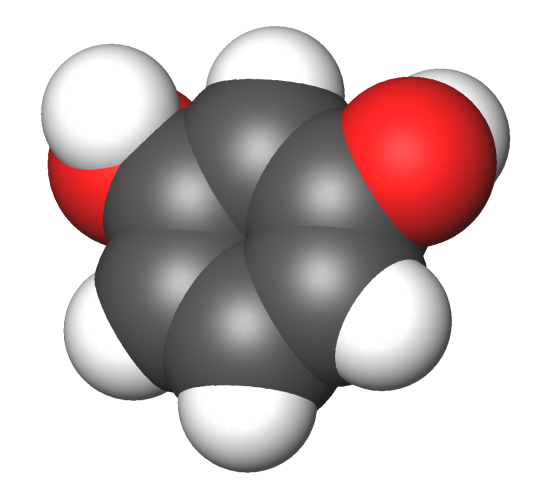
Resorcinol

Resorcinol (též resorcin; systematický název benzen-1,3-diol, chemický vzorec C6H4(OH)2) je organická chemická sloučenina patřící mezi benzendioly (dihydroxyfenoly). Jedná se o 1,3-izomer (meta) benzendiolu.

## Výroba
Resorcinol se získává slučováním mnoha pryskyřic (galbanum, asa foetida atd.) s hydroxidem draselným nebo destilací extraktu ze sapanu ježatého. Lze ho připravovat synteticky slučováním 3-jodfenolu, kyseliny fenol-3-sulfonové nebo benzen-1,3-disulfonové s uhličitanem draselným, reakcí kyseliny dusičné s 3-aminofenolem nebo účinkem 10% kyseliny chlorovodíkové na 1,3-diaminobenzen. Mnoho ortho- a para-sloučenin aromatické řady (například bromofenoly, kyselina p-benzendisulfonová) také poskytuje resorcinol při reakci s hydroxidem draselným.

## Využití
Resorcinol se využívá se při výrobě agrochemikálií, zpomalovačů hoření, barviv, gumárenských výrobků nebo léčiv. V kosmetice ho najdeme v řasenkách, barvách na vlasy nebo v šampónech.

## Vliv na štítnou žlázu
Resorcinol blokuje funkci enzymu thyreoperoxidázy, který hraje roli při syntéze hormonů štítné žlázy, jež ovlivňují tělesný metabolismus.